# Renault 21
O Renault 21 foi um automóvel fabricado pela Renault entre 1986 e 1994. Substituiu o Renault 18 e foi sucedido pelo Renault Laguna.

## História
Lançado em 1986, como sucessor do modelo 18, o 21 trazia grandes inovações em design e eletrônica embarcada. Três modelos compunham a família 21, o hatch, o sedan e a station. Ao redor do mundo, possuiu vários motores, dentre eles o 1.4, 1.6 (Japão apenas) 1.7 (Europa), 2.0 L4, 2.0 12V, 2.0 L4-Turbo, 2.2 8v (110cv), 2.2e 8v (125cv) - para Estados Unidos e Brasil; além das opções a diesel 1.9, 2.1 e 2.1-Turbo. O automóvel fez grande sucesso na Europa, onde ultrapassou a marca de 1 milhão de unidades comercializadas.
O R21 foi vendido nos Estados Unidos e no Canadá de 1987 a 1988 como o Renault Medallion e mais tarde em 1988 até o final da linha em 1989 como o Eagle Medallion com o motor 2.2 L como único motor. No entanto, o carro só esteve à venda por alguns meses em 1987, antes de a Renault vender seu investimento na American Motors Corporation (AMC) para a Chrysler. Os revendedores da AMC estavam agora sob a recém-formada Jeep-Eagle Divisão da Chrysler, e agora como revendedores Jeep-Eagle, eles continuaram vendendo o carro como o Eagle Medallion até 1989.
No Brasil, o modelo 21 desembarcou em 1992, nas configurações Sedan e Station (chamada aqui de Nevada). Ambas dispunham de dois acabamentos (GTX 2.0 e TXE 2.2e), apenas com transmissão manual (não há fontes seguras sobre a importação oficial de unidades automáticas. Rumores afirmam que a versão Nevada TXE teve algumas unidades com transmissão de 3 marchas trazidas em 1992). Todas as versões possuiam direção assistida, vidros elétricos (dianteiros apenas no GTX), travas e retrovisores elétricos, ar-condicionado e direção escamoteável. A versão TXE incluía freios assistidos por ABS, regulagem elétrica dos bancos dianteiros (opcional em 92 e de série em 93 e 94) e sistema anti-esmagamento dos dedos nas janelas. O comprador ainda podia optar por ar-condicionado automático, teto-solar e caso sua opção fosse pela perua, automaticamente eram incluídos dois assentos adicionais, totalizando 7 lugares. A 21 Nevada TXE foi pioneira do segmento no Brasil em oferecer 7 lugares e uma das pioneiras no mundo.
O modelo 21 não obteve tanto sucesso no Brasil por causa do interesse da Renault em seu modelo menor, o 19, que fazia muito sucesso no Brasil naquele tempo. A falta de atenção com o modelo 21 fez com que este quase não tivesse verba disponível para publicidade. Inclusive a grande maioria dos concessionários, na época, não o tinha em seu showroom.
O Renault 21 deixou o Brasil em setembro de 1994, com a apresentação do modelo Laguna, que estaria disponível 3 meses depois para venda. Cerca de 6000 unidades foram vendidas entre 92 e 94 (incluindo sedan e Nevada em todas as versões), de acordo com fontes da Abeiva.